# Orzesznik gorzki
Orzesznik gorzki (Carya cordiformis (Wangenh.) K.Koch) – gatunek drzewa należącego do rodziny orzechowatych. Występuje naturalnie w Ameryce Północnej – od prowincji Quebec w Kanadzie po wschodni Teksas w Stanach Zjednoczonych, jest najpowszechniejszym orzesznikiem w Kanadzie i Stanach Zjednoczonych, a szczególnie na ich środkowym zachodzie. W Polsce gatunek uprawiany i dziczejący – ma status już zadomowionego antropofita.

## Morfologia

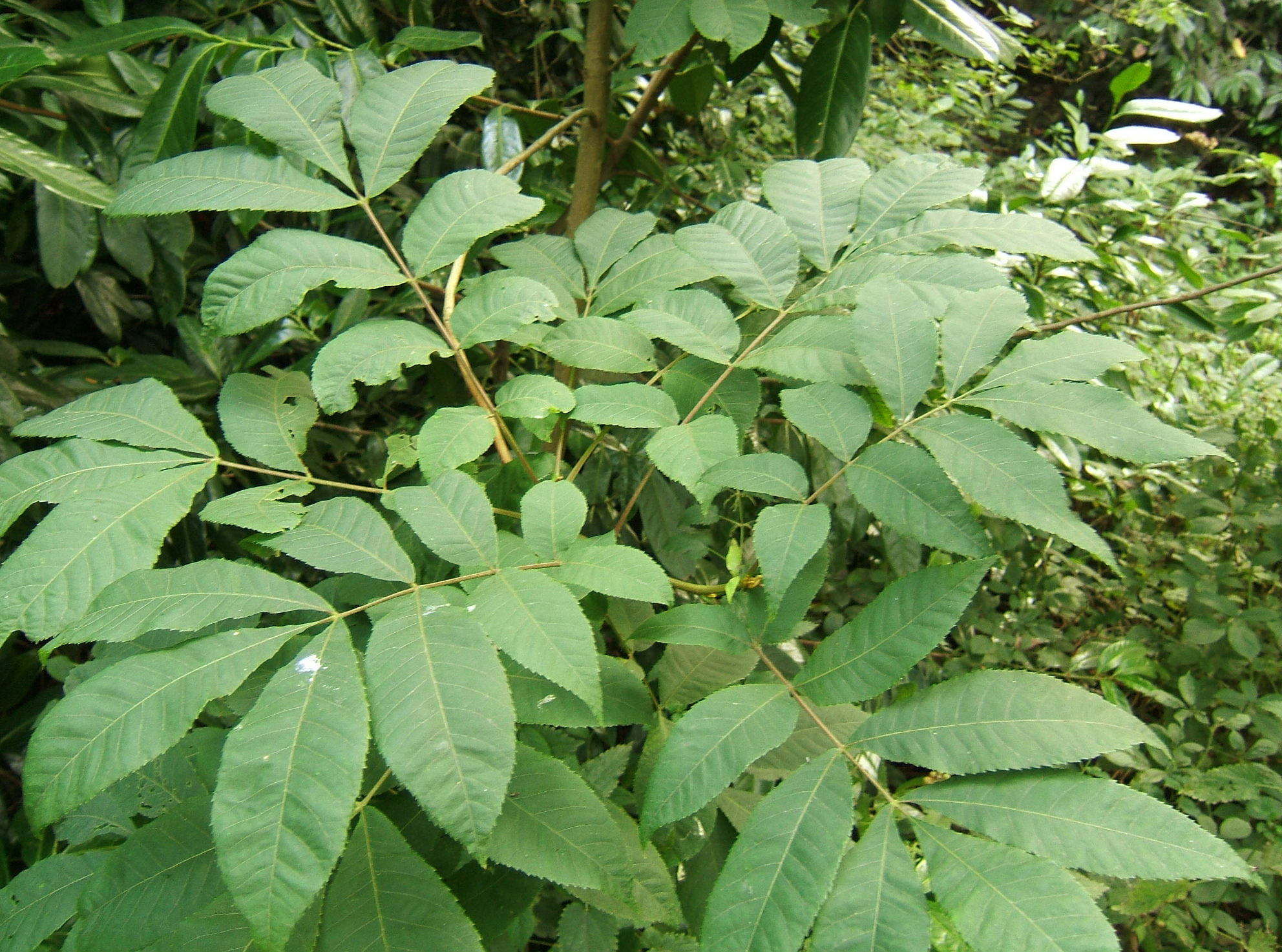
Liście

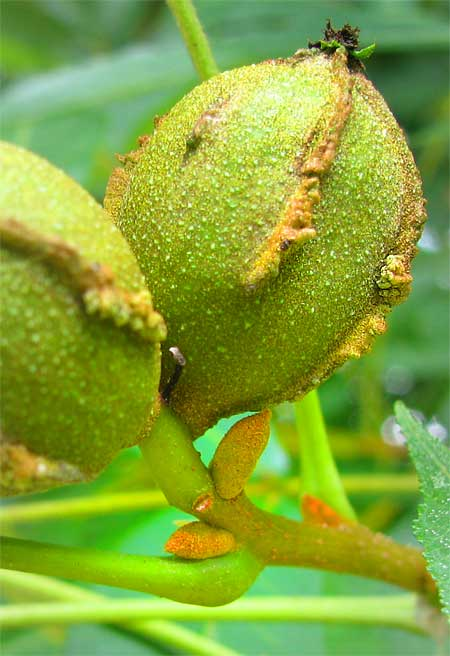
Owoce

PokrójDrzewo dorastające do 30 m wysokości (najwyższe okazy do 47 m). Pień jest długi i mało zbieżysty, rozgałęzia się u okazów rosnących wewnątrz lasu dopiero od 3/4 wysokości. Korona jest zwykle dość szeroko rozpostarta, zaokrąglona na szczycie, najszersza powyżej połowy wysokości. Konary są zwykle wzniesione.
KoraKora jest gęsto spękana. Starsze drzewa mają ją bardziej postrzępioną, młode gładką jasnoszarą.
PędyPędy mają oliwkową barwę i są smukłe. Młode są owłosione, lecz szybko stają się nagie.
PąkiPąk szczytowy jest owłosiony. Ma żywo żółtą barwę, szczególnie w okresie zimowym, czyniąc gatunek łatwo rozpoznawalnym. Posiada długie, spłaszczone łuski o wygiętych końcach.
LiścieLiście nieparzystopierzaste składające się najczęściej z 9 (czasami z 5 lub 7 – najmniej spośród orzeszników) małych listków (podobne do liści jesionu pensylwańskiego), o długości do 38 cm. Brzeg blaszki jest drobno i ostro piłkowany. Od góry blaszka jest ciemnozielona, od dołu jaśniejsza, omszone przy nerwach. Ogonek liściowy jest lekko i trwale owłosiony na całej długości.
KwiatyMęskie zebrane w zielone kotki, o długości 8–10 cm, i wyrastają w pachwinach liści z poprzedniego sezonu lub w pobliżu pierścienia kończącego wzrost w poprzednim roku. Żółtawe kwiaty żeńskie wyrastają na krótkich podstawkach na początku tegorocznego wzrostu i mają około 13 mm długości.
OwoceMałe pestkowce, w zarysie okrągłe o średnicy około 25 mm. Mięsista otoczka pestki jest żółtozielona, po dojrzeniu owoców od szczytu do około połowy długości owocu rozdziela się na cztery łatki. Nasiona otoczone cienkim zdrewniałym endokarpem, są czerwono-brązowe, jadalne, lecz mają gorzki smak i jako jedyne z orzeszników są unikane przez wiewiórki.

## Biologia i ekologia
RozwójRoślina wieloletnia, rodzielnopłciowa, jednopienna. Kwiaty są wiatropylne, zakwitają po rozwinięciu liści w okresie od kwietnia do maja, w północnej części zasięgu od maja do czerwca. Owoce dojrzewają i opadają na ziemię w okresie od września do grudnia. Drzewa zaczynają owocować w wieku około 30 lat i najlepiej plonują w wieku 25–125 lat, lecz bardzo obfity plon zdarza się raz na 3–5 lat. Drzewa średnio dożywają 200 lat, co czyni je najkrócej żyjącymi spośród orzeszników. Rozmnażają się głównie z nasion, lecz w sprzyjających warunkach także z odrostów korzeniowych tworząc zwarte kępy.
SiedliskoNajlepiej rośnie na głębokich, glebach o dużej wilgotności, zwykle wzdłuż rzek i na bagnach, jeśli rośnie z dala od wód to na bardzo żyznych glebach. Preferuje stanowiska słoneczne lub półcieniste, choć w lasach znosi też zacienienie. Według klasyfikacji mrozoodporności USDA zaleca uprawę w strefach 4–9. Najlepiej sadzić od razu na miejsce stałe, unikając przesadzania ze względu na głęboki, silnie palowy system korzeniowy. Do najczęstszych gatunków towarzyszących należą: wiąz amerykański (Ulmus americana), klon czerwony (Acer rubrum), klon srebrzysty (Acer saccharinum), brzoza żółta (Betula alleghaniensis) oraz różne gatunki lip (Tilia sp.).
DrewnoCiężkie i twarde, barwy ciemnobrązowej z jaśniejszym drewnem bielastym.

## Zastosowanie
- Roślina ozdobna. Ze względu na długo wiszące jesienią i ładnie przebarwiające się liście[10] jest cenione jako drzewo ozdobne[11].
- Surowiec drzewny. Drewno orzesznika cenione ze względu na jego twardość. Ma zastosowanie w produkcji mebli i podłóg, drabin, elementów broni i narzędzi. Ze względu na aromat wydzielający się przy paleniu było i jest czasem stosowane do wędzenia mięsa[12][11].
- Olej. Pierwsi osadnicy ekstrahowali oleje z nasion orzesznika jako paliwo do lamp. Wierzono również, że olej ma właściwości przeciwreumatyczne[11].

## Uprawa
RozmnażanieGeneratywnie rozmnaża się przez nasiona poddane stratyfikacji przez 30–150 dni w temperaturze 0,6 do 4,4 °C. Jeśli nasiona były przechowywane przez rok lub dłużej to okres stratyfikacji nie przekracza 60 dni. Kiełkowanie jest hipogeiczne. Siewki tolerują wysoka wilgotność oraz są niezbyt wrażliwe na mróz. Wegetatywnie można wykorzystać odrosty z pnia i korzeniowe które stosunkowo często orzeszniki tworzą. Można rozmnażać także przez sadzonkowanie lub szczepienie, ale te techniki stosowane są bardzo rzadko ze względu na łatwość rozmnażania z siewu.